# M22 Locust

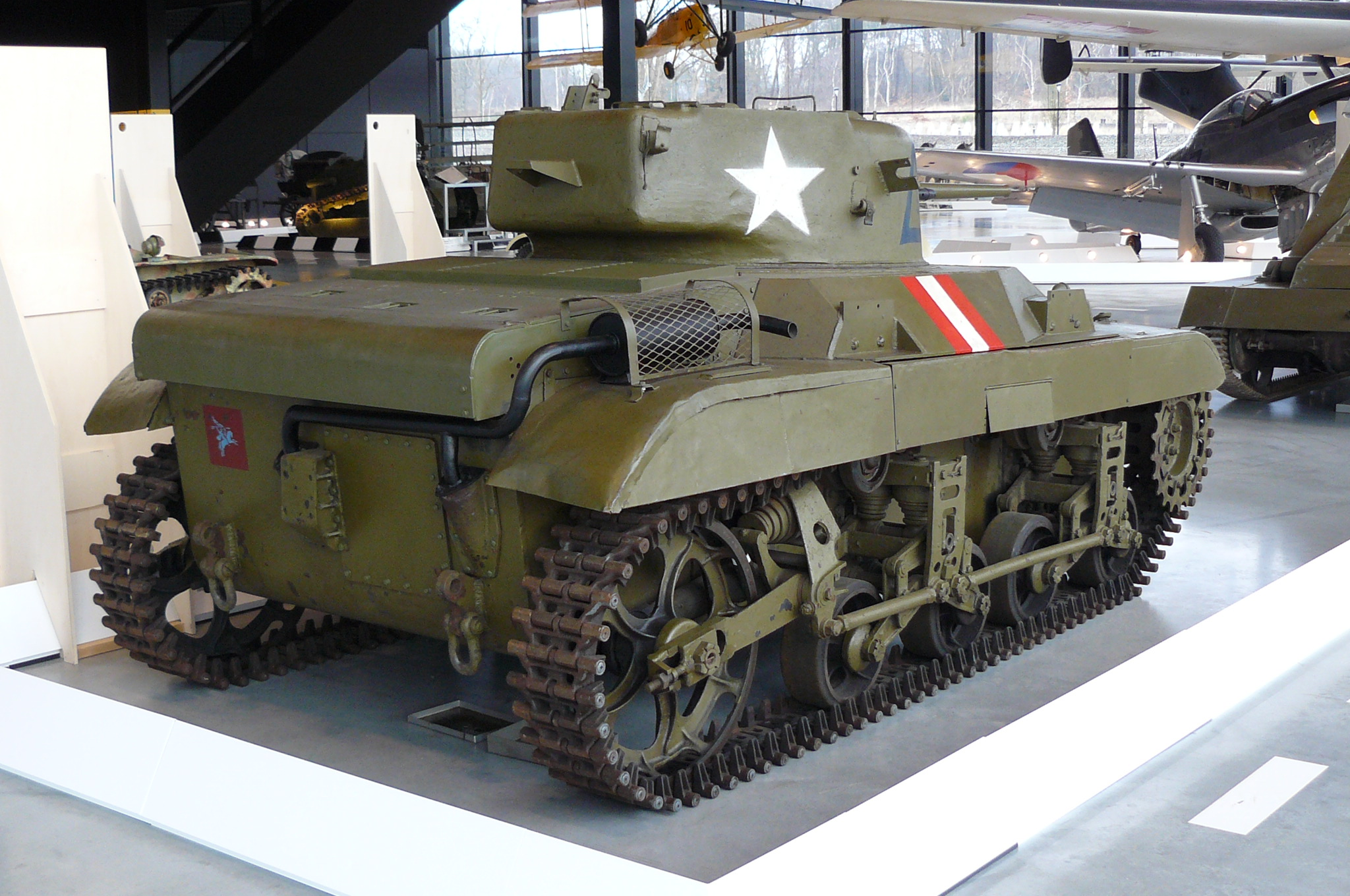
Achterzijde M22 Locust in het NMM

De Light Tank (Airborne) M22 was een Amerikaanse lichte tank die gebruikt werd door het Verenigd Koninkrijk in de Tweede Wereldoorlog. Deze gaven hem de bijnaam Sprinkhaan (Engels: Locust).

## Geschiedenis
De tank werd ontwikkeld naar aanleiding van een Brits verzoek in mei 1941, dat behoefte had aan een tank die door de lucht vervoerd kon worden. Het ideale gewicht werd bepaald op 8 ton. Drie bedrijven werden gevraagd om ontwerpen te bedenken, Christie, GMC en Marmon-Herrington. Het ontwerp van Marmon-Herrington werd gekozen en kreeg de projectnaam T9.
De eerste exemplaren werden eind 1941 voltooid, deze werden echter te zwaar bevonden en er moesten andere ontwerpen komen. Uiteindelijk beviel de T9E1 het beste. De geschutskoepel van de T9E1 kon volledig ronddraaien, het machinegeweer kon worden afgenomen en het was licht genoeg om met vliegtuigen als de C54 Skymaster en de Hamilcar Glider vervoerd te worden. De hoofdbewapening bestond uit een 37mm-antitankkanon. Er werden 1900 T9E1's (inmiddels omgedoopt tot M22 Locust) besteld, hiervan werden er slechts 830 voltooid.
De tank werd vanaf einde 1943 op kleine schaal, en met weinig succes, gebruikt door het 6th Airborne Armoured Reconnaissance Regiment. Na de oorlog werd de Locust gebruikt door België en Egypte. Egypte zette de tanks in in de oorlog tegen Israël. Israël wist enkele tanks te veroveren en drie daarvan werden ingezet door hun eigen troepen, tot 1952.